# Katherine Bennell-Pegg
Katherine Bennell-Pegg  est une candidate astronaute australienne, sélectionnée en mars 2023. Elle est la première candidate astronaute sélectionnée par l'Agence spatiale australienne depuis sa création en 2018. Dans le cadre d'un accord avec l'Agence spatiale européenne (ESA), à partir d'avril 2023, elle effectue son entraînement au Centre européen des astronautes à Cologne, où elle rejoint le groupe des cinq astronautes de carrière sélectionnés en 2022 par l'ESA.

## Carrière
Avant d'être sélectionnée astronaute, Katherine Bennell-Pegg était Directrice de la technologie spatiale à l'Agence spatiale australienne depuis mars 2022, basée à Adélaïde, en Australie-Méridionale.
Bennell-Pegg avait proposé sa candidature pour rejoindre le Corps des astronautes européens en tant que citoyenne britannique (elle a la double nationalité) début de 2021. Bien qu'elle fût une des 25 personnes à avoir réussi le processus de sélection sur un total de 22 500 personnes, elle n'a pas fait partie des astronautes finalement retenus par l'ESA. 
Sa formation devrait se terminer en mai 2024. En cas de réussite, Bennell-Pegg deviendra la première australienne à devenir astronaute et pourra être sélectionnée pour des missions vers la Station spatiale internationale.
Bennell-Pegg est née à Sydney et a grandi dans la zone des Northern Beaches,. Elle a toujours eu l'ambition de devenir astronaute malgré le manque de représentation féminine dans le domaine de l'astrophysique,.
Avant de rejoindre l'Agence spatiale australienne en 2019 en tant que directrice adjointe des capacités spatiales, de la robotique et de l'automatisation, Bennell-Pegg a servi dans l'armée pour laquelle elle a reçu l'Épée d'honneur et le prix commémoratif Sir Thomas Blamey.
Elle a obtenu des master's degree à l'université de technologie de Luleå et à l'université de Cranfield et aussi suivi des cours au Massachusetts Institute of Technology et à l'université d'Oxford avant d'acquérir de l'expérience à la NASA, à l'Agence spatiale européenne et à Airbus.
En 2022, Bennell-Pegg a prononcé la conférence du The Warren Centre for Advanced Engineering (en).
En mars 2023, elle a été nommée grande gagnante en plus de la gagnante de la catégorie Leader de l'année aux Woman of the Year Awards à Adélaïde.